# Félix Goblet d'Alviella
Félix Goblet d'Alviella (Ixelles, 26 de mayo de 1884-Bruselas, 7 de febrero de 1957) fue un deportista belga que compitió en esgrima, especialista en la modalidad de espada. Participó en dos Juegos Olímpicos de Verano en los años 1920 y 1924, obteniendo una medalla de plata en Amberes 1920 en la prueba por equipos.

## Palmarés internacional
| Juegos Olímpicos | Juegos Olímpicos  | Juegos Olímpicos | Juegos Olímpicos   |
| Año              | Lugar             | Medalla          | Prueba             |
| ---------------- | ----------------- | ---------------- | ------------------ |
| 1920             | Amberes (Bélgica) | Medalla de plata | Espada por equipos |